# 原燃料會館
原燃料會館，或稱大正屋吳服店，現稱廣島市和平紀念公園休息處，是一座位於日本廣島市廣島和平紀念公園內的旅遊諮詢中心和休息處，同時也是廣島市原子彈爆炸中，中島町唯一殘存的戰前建築。

## 概要
原燃料會館位於元安橋西側，南方即是國立廣島原爆死難者追悼和平祈願館。截至2023年，該建築由市政府擁有，由株式會社旅鄉門廣島擔任指定管理負責營運。該建築在1945年廣島市原子彈爆炸而被核爆。至今仍是距離爆心地最近且仍在使用的被爆建築物，特別是位於原爆災害中心的中島地區幾乎僅存的戰前建築之一，原爆圓頂館則位於元安川東岸的大手町（舊稱猿楽町），嚴格來說它不包括在和平公園的大部分中島地區，另外，在2015年，公園內原屬於中島町內的本川公眾洗手間被確認為被爆建築物，被市政府列入了登記名單中。附近設有介紹舊中島町的指示牌。。
該建築為鋼筋混凝土結構，地上3層地下1層。原本管理該建築的廣島觀光會議局財團法人位於2樓以上，1樓有紀念品店銷售廣島特產和廣島東洋鯉魚隊官方授權商品。截至2017年，每年有20萬人以上參觀該建築。在2018年的修復工程之前，燃料會館的三樓為廣島觀光會議局的會議室。 二樓則為觀光會議局的辦公室。一樓則作為導覽和休息場所使用，設有紀念品店。地下室則考慮歷史，保持原爆投下時的狀態且未使用。不過可供人參觀。
長期以來，關於這棟被爆建築物的保存和重建一直在進行討論，根據後續規劃所評斷的結果，最終以恢復開業時的外觀並予以保存的方式進行修復。並在2018年1月起進行整修和加固工程，並於2020年7月重新開放。
當前，該建築地下室和地上3層全部對公眾開放參觀，並展示被爆前的中島地區相關展覽內容。

## 歷史

### 大正屋吳服店與燃料會館

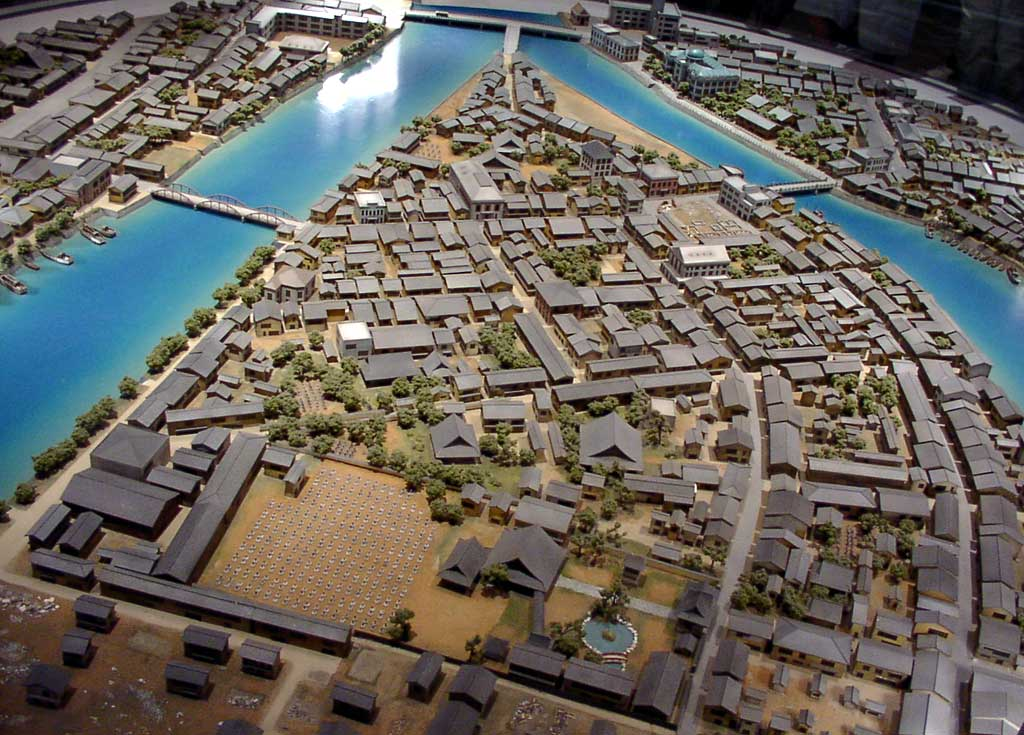
1945年前的中島町模型，休息處位於右側橋樑附近。
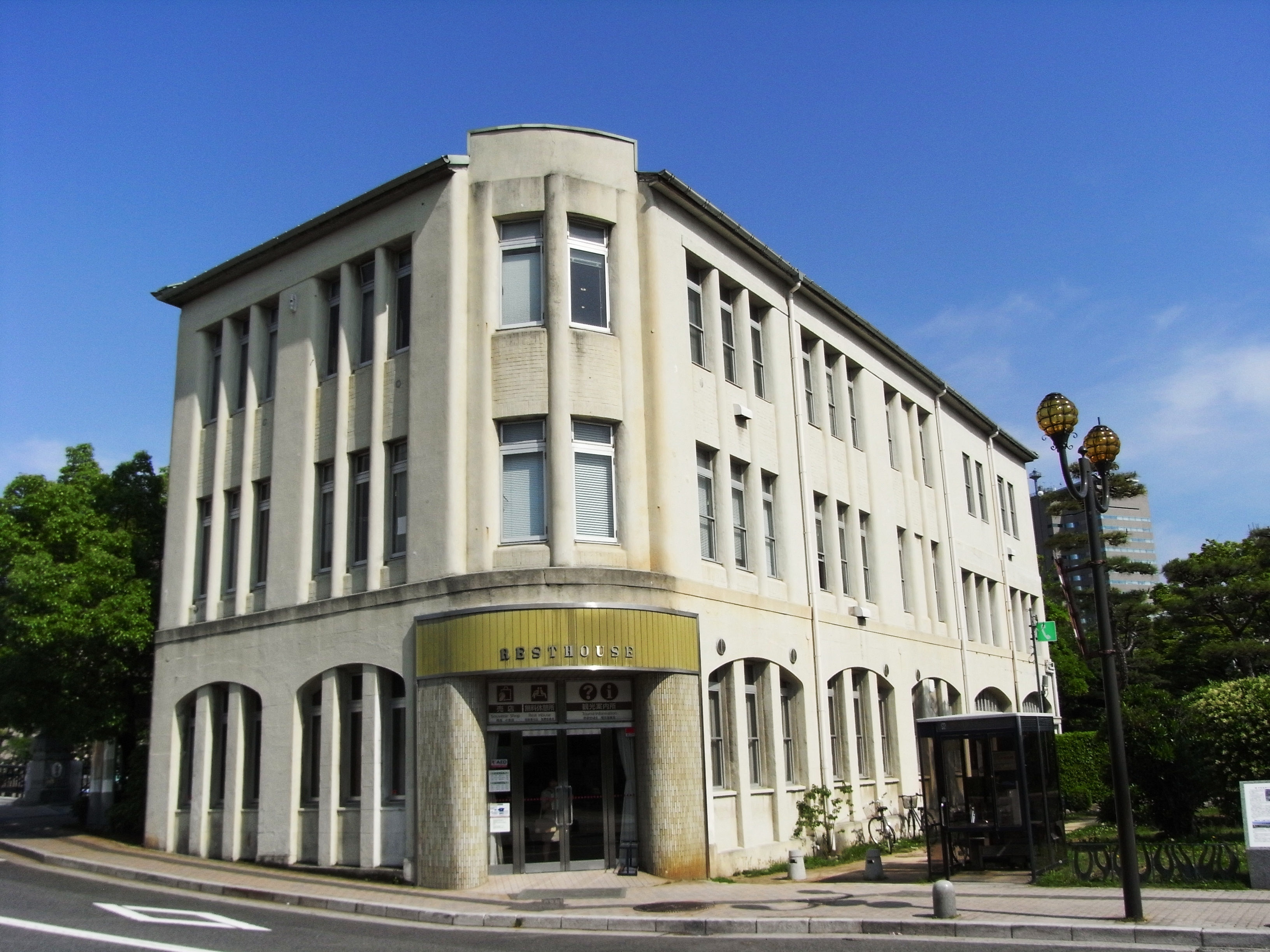
1982年至2018年期間的外觀。
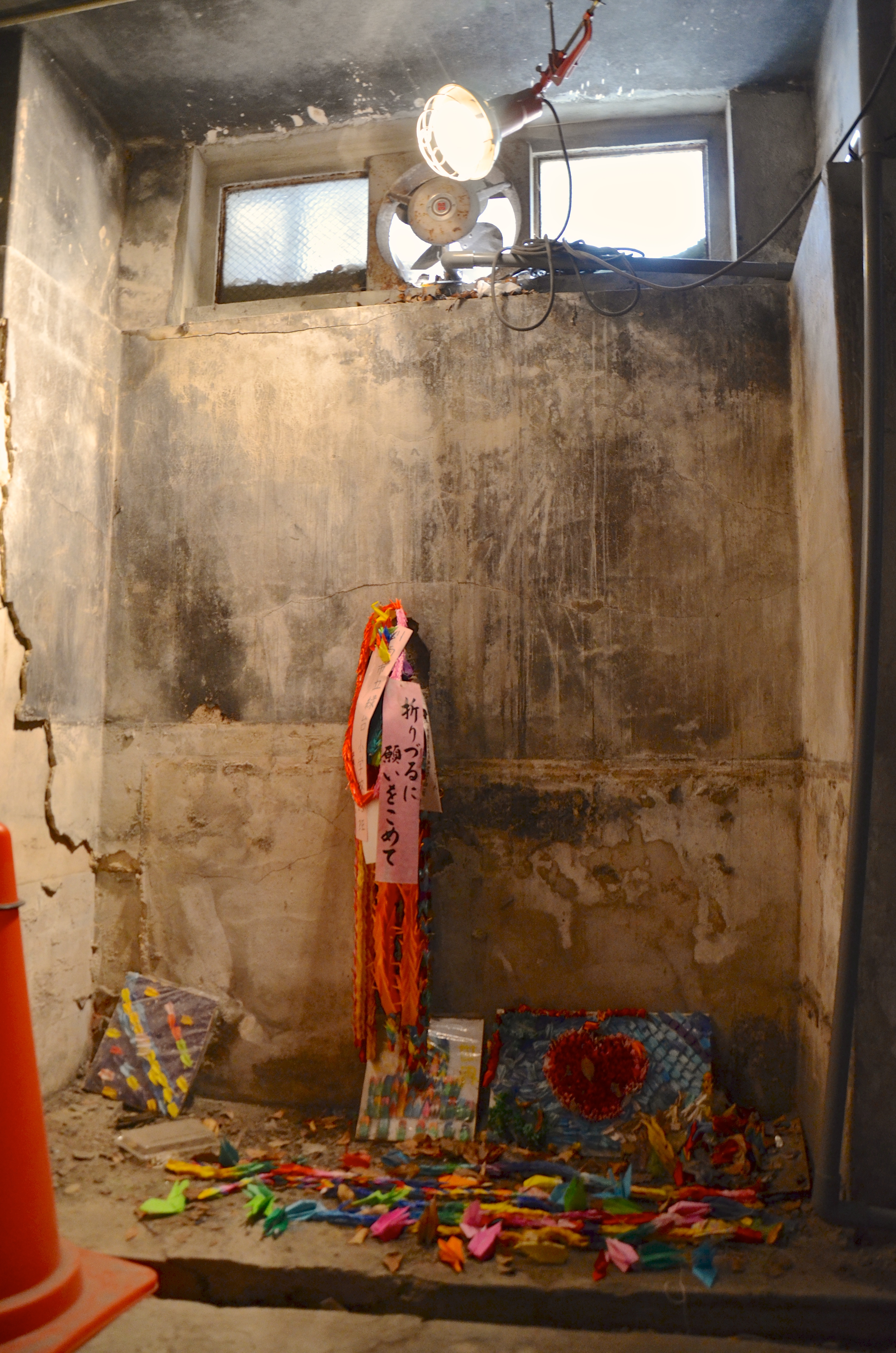
建築物的地下室結構
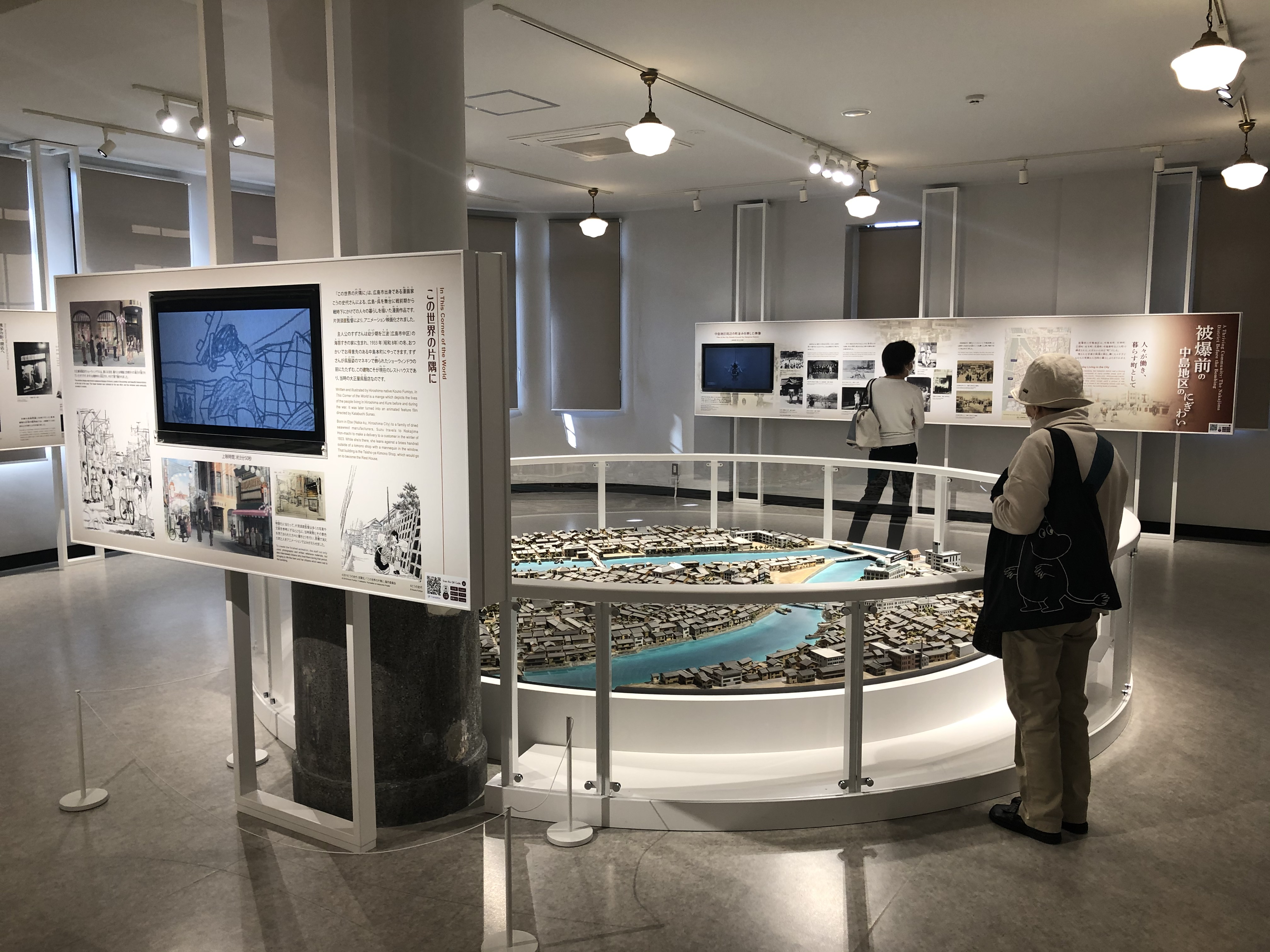
當前建築物三樓的展覽

1929年，該建築由建築師増田清設計，清水組承建，是阿川佐和子的祖父，在大阪所經營「大正屋呉服店」在廣島所開設的新分店，當時建立中島本町上。在以瓦屋頂的兩層木造房屋為主的街區，這座RC造三層建築以現代主義建築和新穎的風格引起注目。當時一樓設有陳列櫥窗，此外二樓和三樓也是商店，人們可以穿着鞋子進入店內。據說從頂層三樓的窗戶還可以俯瞰整個廣島的景色。
戰前時期，大正屋吳服店是當地最繁榮的商店，但在太平洋戰爭爆發後，由於經濟管制（紡織品統制令）的加強，該店於1943年底關閉。隨後，這座建築被廣島縣燃料配給統制組合收購，用作組合的辦公室，被稱為「燃料會館」。

### 廣島市原子彈爆炸
1945年8月6日原爆投下時，燃料會館位於原爆爆心地對岸的元安橋西南約170公尺處，距離極近。由於被爆，建築物的屋頂下陷，房梁和地板損壞，內部全被焚燒，但由於建築結構堅固，免於完全倒塌。
當時建築內有37名剛完成晨會的組合成員，然而由於原爆爆炸產生的放射線、熱線和爆風，有29名成員當場死亡。其中8名幸運逃生者，當時剛好在爆炸發生瞬間逃到地下室，除了當時47歲的野村英三幸運地輕傷外，其他八人之後的消息不明，推測可能在逃生後不久因急性辐射综合症等原因去世。
作為唯一一名可確認身份、同時也是距離原爆點非常近的倖存者，野村後來於1965年《原子彈見證》記述他在原燃料會館經歷原爆的狀況，最後則於1982年6月逝世，享壽84歲。

### 戰後至今
戰後，燃料會館一度作為燃料會館繼續運作，直到1957年被廣島市政府收購並改為「東部復興事務所」。隨後在1982年經過改建成為市觀光協會的辦公室，並更名為「休息處」，至今仍保留這個名稱。截至2017年，建築內幾乎沒有保留創建時的原貌，只有地下室仍保留著被爆當時的狀態。
由於位於和平公園範圍內的特殊性，建築物難以進行顯眼的宣傳或利用，對於遊客來說很難理解這裡是旅遊資訊中心和休息處，且室內空間狹小，在旅遊利用方面不方便。這一點成為廣島市全面改建計劃的依據之一，而截至2020年，該建築基本上保持現狀，進行耐震改建和復原至創建時的狀態，並計劃在同年7月重新開放。從2006年開始，建築採用了指定管理者制度，目前由株式會社旅鄉門廣島擔任管理者。

## 保存問題

### 改建爭議
在距離被爆50年之際，市政府重新審查了市內的被爆建築物。根據調查結果顯示，1994年時指出「因老舊化進行，無法將現有的休息處作為使用」，於是在1995年提出了丹下健三監修的計畫，即拆除地上部分並重新建造休息處，只保留地下室結構。然而廣島當地的市民團體反對此計畫，並聚集署名並提出請願書，但當時的時任市長平岡敬沒有改變方針。
此外，聯合國教科文組織和文化廳也反對進行改建。特別是聯合國教科文組織認為，包括休息處在內的和平公園，是原爆圆顶馆作為世界遺產的緩衝地帶，應該保持現狀，並暗示如果重新建造，將取消原爆圓頂館的世界遺產登錄。考慮到抗議行動，平岡市長宣布計劃延期至1999年。平岡市長退任後，市政府以財政困難為由再次宣布延期改修計劃，此後幾年，市民的抗議活動導致改修計劃被凍結。

### 復原修復工程
2014年2月，作為被爆70周年紀念活動的一部分，廣島市決定進行休息處的改修工程。該計畫旨在提升「招待所」的功能，同時利用該建築作為觀光資源，作為和平紀念公園中「唯一保留著被爆前面貌的建築物」的主要設施。該計畫包括耐震加固工程以及對休息處等空間的改造。然而在同一年進行的耐震評估中，發現該建築在發生6.0以上地震時可能倒塌，且由於施工者（如清水建設）當時缺乏內部裝修的相關資料，原本預定於2017年動工，2018年完工的計畫則出現延遲的問題。
2016年，由片渕須直製作的動畫電影《這個世界的角落》上映，該作品通過舊地區居民的協助，復原了戰時下的廣島市景象，其中包括了「大正屋吳服店」時代的休息處，這使得休息處作為被爆建築而再次受到關注，在民間積極推動的保存聲浪下，根據2017年7月的報導，市政府公布了以下計劃：
- 外觀和內部將恢復至「大正屋吳服店」時期的樣貌。
- 在館內設置展示被爆前周邊照片等的區域，成為了解當時城市景觀和原爆事件的展覽場所。
- 在保留被爆時狀態的地下室上重新設計遊覽路線，並增設了新電梯。
- 目標是在2019年完工並開放[3]。

基於以上計劃，休息處於2018年1月末停止營運，該館暫時關閉。儘管最初計劃於2019年12月重新開放，但在2018年上半年進行的調查顯示，建築物的劣化程度超出預期，最初的工程計劃將更換內部牆壁和柱子等大部分結構，但在文化廳的建議下，將部分牆壁和柱子則進行保留。導致工程更加複雜，預算也比最初增加，約為940,000,000日元，更令工期延長。
2019年1月，外觀保護的補修以及耐震加固的工程開始進行，並在2020年7月進行室內裝修工程並重新開放。外觀被復原為淺橙色的瓷磚外牆和平頂，同時保留後來增加的東側牆壁的窗戶。此外為了安裝電梯和廁所，南側增加了地上3層、地下1層約360平方米的擴建設施。重新開放後，一樓仍設有傳統的觀光資訊處和店舖，新開放的2樓作為休息區，3樓是關於被爆時毀滅的舊中島地區的展示室。地下室保留了被爆時的狀態，並展示野村英三的有關展覽。
此外，二樓的休息區也設有19歲被爆死亡女性愛用的被爆鋼琴「明子的鋼琴」作為常設展示品。

## 外部連結
- 官方網站 （页面存档备份，存于）
- 和平記念公園休息處 （页面存档备份，存于） - 廣島市
- ヒロシマをさがそう （页面存档备份，存于） - NHK広島
- HIROSHIMA PEACE TOURISM「和平記念公園休息處」 （页面存档备份，存于）
- 広島市平和記念公園レストハウスの指定管理者制度の導入について[]- 廣島市